# پریسکوس ۱۳۶۵۳
سیارک ۱۳۶۵۳ (به انگلیسی: 13653 Priscus، نامگذاری:1997CT16) سیزده هزار و ششصد و پنجاه و سومین سیارک کشف شده‌است که در ۹ فوریه ۱۹۹۷ کشف شد.
قدر مطلق سیارک برابر ۱۱.۷ است.